# Aktionsforum Gesundheitsinformationssystem
Das im Jahr 2003 gegründete Aktionsforum Gesundheitsinformationssystem (afgis) e.V. mit Sitz in Hannover ist ein Zusammenschluss von Verbänden, Unternehmen und Einzelpersonen zur Förderung der Qualität von Gesundheitsinformationen im Internet.
Das vom Verein seit dem Jahr 2005 vergebene Qualitätslogo dient zur Kennzeichnung von qualitativ hochwertigen Gesundheitsinformationsangeboten im Internet. Es setzt die erfolgreiche Absolvierung eines Prüfverfahrens und die Realisierung so genannter Transparenzkriterien durch den Anbieter voraus. Über positiv geprüfte Anbieter lassen sich Hintergrundinformationen in einer anbieterunabhängigen Datenbank durch Mausklick auf das afgis-Logo auf der Anbieterseite abrufen.
Zu den Transparenzkriterien gehört die Transparenz über
- die Anbieter
- Ziel, Zweck und angesprochene Zielgruppe(n) der Information
- die Autoren und die Datenquellen der Informationen
- die Aktualität der Daten
- Möglichkeit für Rückmeldungen seitens der Nutzer
- Verfahren der Qualitätssicherung
- Trennung von Werbung und redaktionellem Beitrag
- Finanzierung und Sponsoren
- Kooperationen und Vernetzung
- Datenverwendung und Datenschutz

Das Siegel wurde 39 Mal vergeben. Mitglieder sind verschiedene Körperschaften öffentlichen Rechts (wie die Ärztekammer Niedersachsen), Forschungsinstitute (wie das Robert Koch-Institut), Krankenkassen (wie Barmer GEK und Techniker Krankenkasse), Organisationen der Selbsthilfe (z. B. die Deutsche Rheuma-Liga), Onmeda und andere Unternehmen und Vereine mit Bezug zur Medizin.

## Veröffentlichungen
- Stephan H. Schug, Uwe Prümel-Philippsen (Hrsg.): Grundlagen der Qualitätssicherung für Gesundheitsportale. Berichte und Expertisen aus dem Aktionsforum Gesundheitsinformationssystem (Afgis). AKA-Verlag, Heidelberg 2009, ISBN 978-3-89838-086-7.